# Новий Мир (Генічеський район)
Но́вий Мир — село в Україні, у Генічеській міській громаді Генічеського району Херсонської області. Населення становить 228 осіб.

## Населення

### Мова
Розподіл населення за рідною мовою за даними перепису 2001 року:
| Мова       | Кількість | Відсоток |
| ---------- | --------- | -------- |
| українська | 177       | 77.63%   |
| російська  | 51        | 22.37%   |
| Усього     | 228       | 100%     |

## Історія
Село Новий мир було створене в рамках освоєння СРСР родючих земель Херсонщини переважно вихідяцями з Волині. Наразі діє лише молодша школа. Школа для старшокласників, як і сільська рада знаходяться в с. Рівне. 
12 червня 2020 року, відповідно до Розпорядження Кабінету Міністрів України № 726-р «Про визначення адміністративних центрів та затвердження територій територіальних громад Херсонської області», увійшло до складу Генічеської міської громади.
17 липня 2020 року, в результаті адміністративно-територіальної реформи та ліквідації  колишнього Генічеського району увійшло до складу новоутвореного Генічеського району.

24 лютого 2022 року село тимчасово окуповане російськими військами під час російсько-української війни.

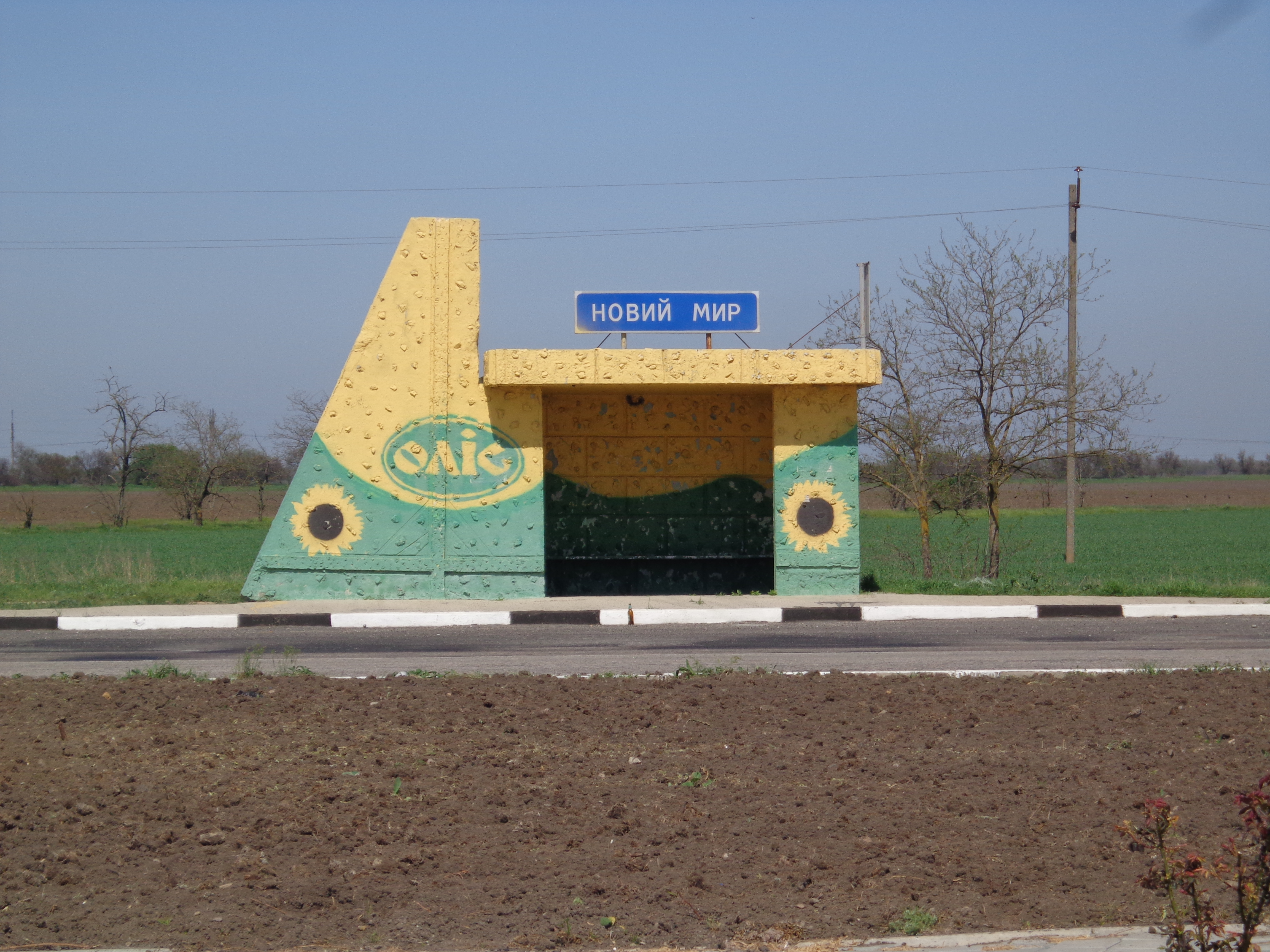
Автобусна зупинка
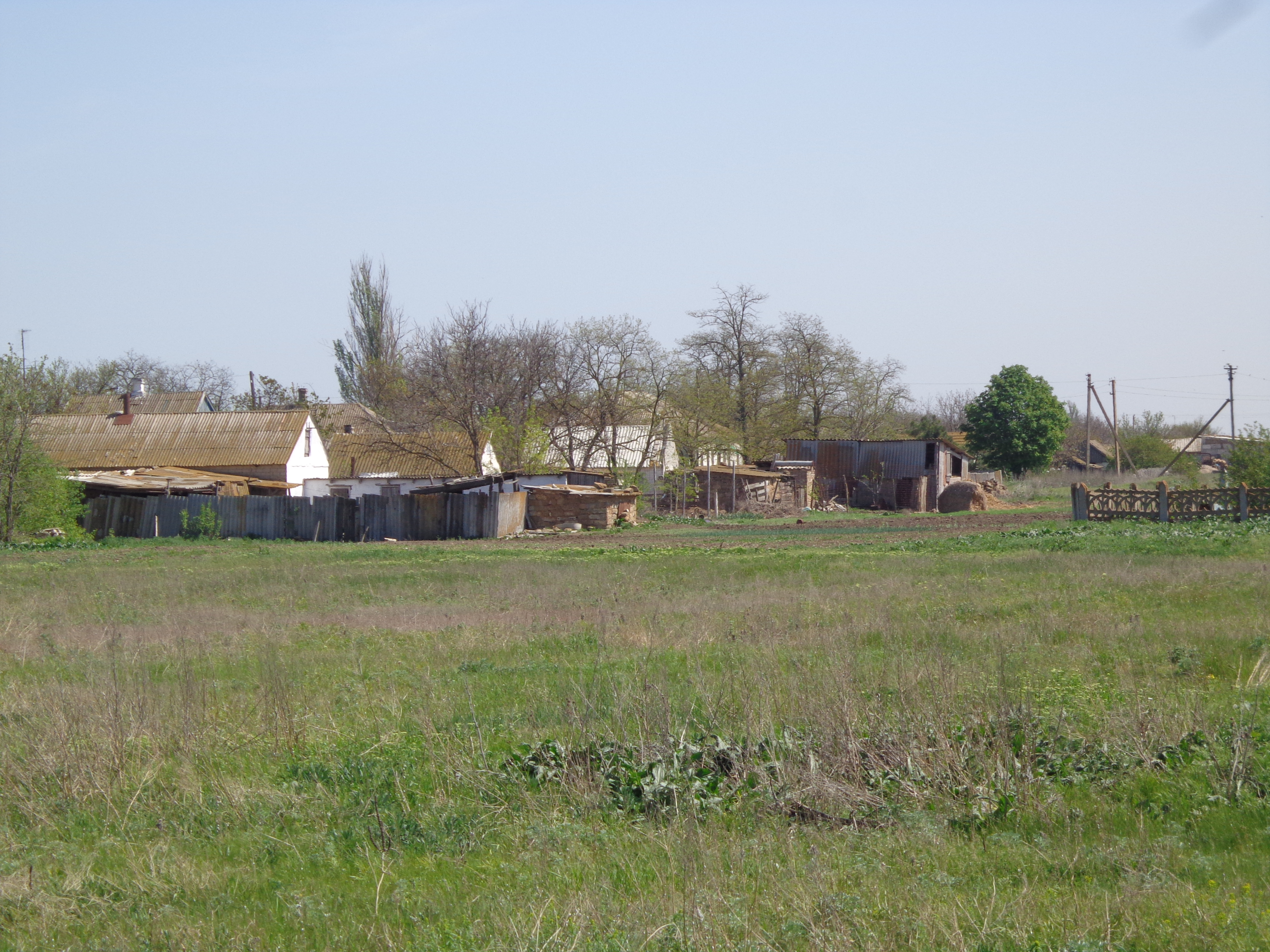
Вид з автозаправки на сільські хати
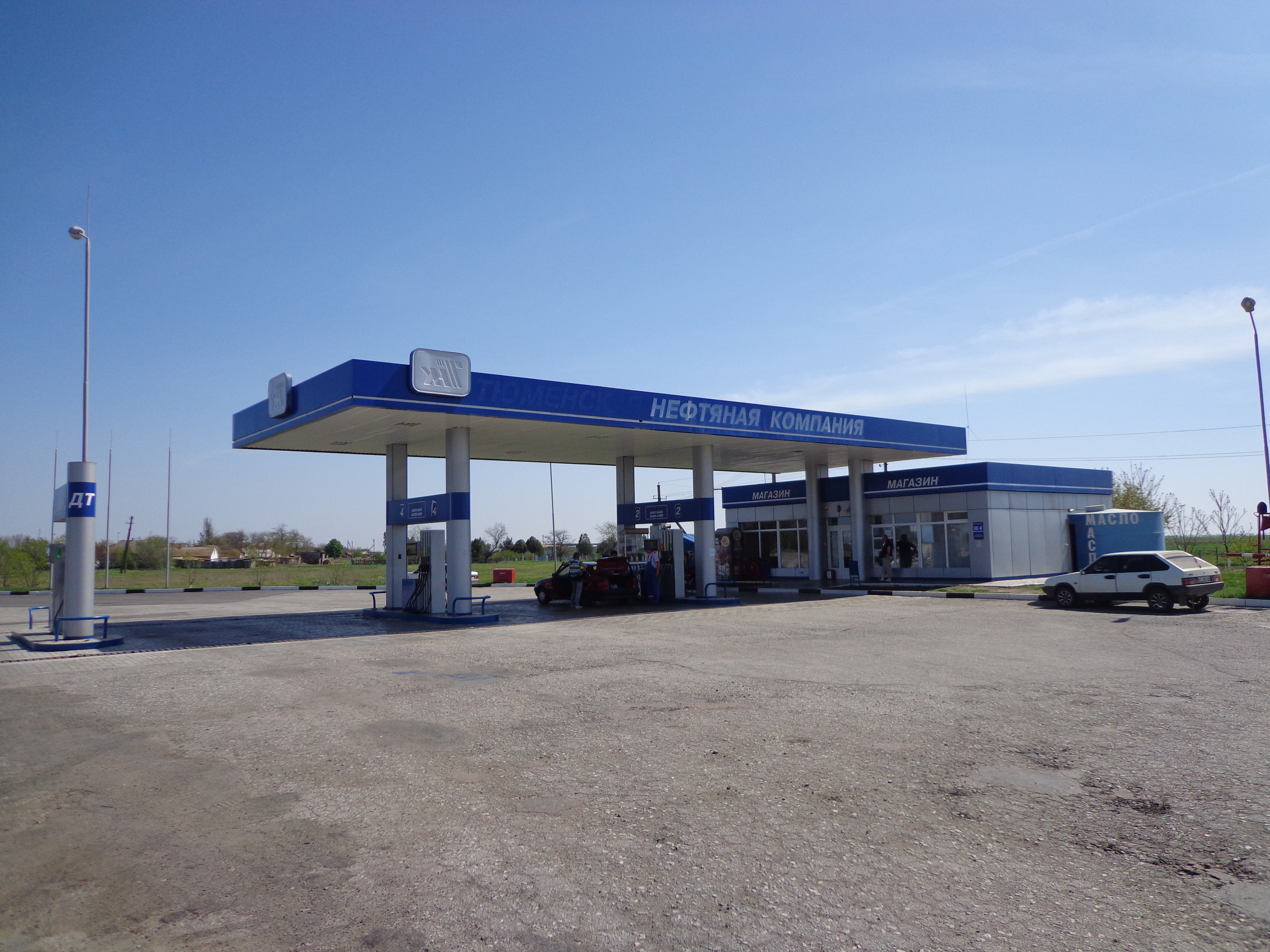
Автозаправка